# Liten trådklubba
Liten trådklubba (Typhula setipes) är en svampart som först beskrevs av Robert Kaye Greville, och fick sitt nu gällande namn av Berthier 1976. Liten trådklubba ingår i släktet Typhula och familjen trådklubbor.  Arten är reproducerande i Sverige. Inga underarter finns listade i Catalogue of Life.